# Richard Maru
Richard Nelson Maru est un homme politique papou-néo-guinéen.

## Biographie

### Études et carrière professionnelle
Il obtient une licence de technologie appliquée aux entreprises de l'université de technologie de Papouasie-Nouvelle-Guinée à Lae en 1983 puis un diplôme de Master en administration des entreprises de l'université de Bath au Royaume-Uni en 1999. Il travaille comme cadre supérieur, comme directeur et comme président du conseil de direction de diverses entreprises en Papouasie-Nouvelle-Guinée et en Australie, avant de devenir directeur général de la Banque nationale de développement de Papouasie-Nouvelle-Guinée de 2004 à 2011. Durant cette période, il fait recréer la Banque agricole de Papouasie-Nouvelle-Guinée,. En 2011 il est fait officier de l'ordre de l'Empire britannique par la reine de Papouasie-Nouvelle-Guinée Élisabeth II, « pour services rendus au financement du développement et pour services rendus au développement en milieu rural »,,.

### Ministre du Commerce, du Commerce extérieur et des Industries (2012-2017)
Il est élu député sans étiquette de la circonscription de Yangoru-Saussia aux élections législatives papou-néo-guinéennes de 2012 et est nommé ministre du Commerce, du Commerce extérieur et des Industries dans le gouvernement de Peter O'Neill, rejoignant alors le parti Congrès national populaire. Il met en place en 2016 une politique d'aide aux petites et moyennes entreprises, à laquelle contribue financièrement la Bank South Pacific (en), et une politique de renforcement de la qualité de l'enseignement scientifique dans les écoles en zones rurales, visant à encourager la poursuite d'études dans les disciplines scientifiques et technologiques. Il supervise la création de la « toute première ferme laitière commerciale de Papouasie-Nouvelle-Guinée » au moyen d'un partenariat public-privé,,. Héritant d'un très fort déficit commercial de la Papouasie-Nouvelle-Guinée avec les Fidji (les exportations papou-néo-guinéennes aux Fidji valant 4 000 000 kina tandis que les importations depuis les Fidji coûtent 58 000 000 kina), il mène en 2016 une délégation d'entreprises papou-néo-guinéennes aux Fidji pour les encourager à exporter et pour les promouvoir auprès des potentiels acheteurs fidjiens. En 2017 par ailleurs, après plusieurs mois de négociations ainsi que de menaces de représailles, il obtient du ministre fidjien du Commerce extérieur Faiyaz Koya (en) la levée des restrictions fidjiennes sur l'importation de riz, de viande et de biscuits papou-néo-guinéens. En 2017 également, après trois ans de travail, il publie la première politique publique gouvernementale d'ensemble qu'ait jamais eue la Papouasie-Nouvelle-Guinée relative au commerce extérieur.
En tant que ministre du Commerce extérieur, il refuse, de concert avec le Premier ministre et le gouvernement, la participation de la Papouasie-Nouvelle-Guinée à l'accord commercial régional PACER Plus, affirmant que cet accord de libre échange entre les États océaniens en développement et l'Australie et la Nouvelle-Zélande « tuerait notre secteur manufacturier ». La Papouasie-Nouvelle-Guinée et les Fidji, qui ont les deux plus gros produits intérieurs bruts parmi les États océaniens en développement, sont les deux États à ne pas signer l'accord.

### Ministre de la Planification nationale (2017-2020)
Conservant son siège de député aux élections de 2017, il est ministre de la Planification nationale d'août 2017 jusqu'à la démission du gouvernement O'Neill en mai 2019. En décembre 2017 il mène une délégation en Inde pour apprendre des réussites des politiques publiques indiennes en matière d'agriculture, d'éducation, de santé, d'attractivité en matière d'investissements étrangers, de croissance des petites et moyennes entreprises, et d'organisation des élections nationales. Sa visite est accueillie favorablement par le gouvernement indien de Narendra Modi comme example de « coopération sud-sud (en) ». 
En juin 2019, le nouveau Premier ministre James Marape le reconduit au poste de ministre de la Planification nationale. Il est écarté du gouvernement lors d'un remaniement en octobre 2020, le Premier ministre y intégrant des partis supplémentaires afin de consolider sa majorité parlementaire.

### Ministre du Commerce extérieur et des investissements étrangers (depuis 2022)
En janvier 2020 il quitte le Congrès national populaire et devient membre et chef du Parti pour le peuple d'abord. Réélu député aux élections de 2022, il mène son parti à l'obtention de quatre sièges au Parlement national. Il est fait ministre du Commerce extérieur et des investissements étrangers dans le gouvernement de James Marape. Au moment de son entrée en fonction, il indique que ses priorités sont d'obtenir un accord de libre échange avec l'Indonésie, accroître les relations commerciales avec l'Australie, étudier la possibilité d'un accord de libre échange avec la Chine, et établir des bureaux de promotion commerciale dans les pays pouvant être des marchés lucratifs pour les exportations papou-néo-guinéennes. Ces missions seraient ouvertes en premier lieu à  Brisbane, Djakarta, Manille, Singapour, Bruxelles et Dubaï,.